# Dancin' Til Dawn
Dancin' Til Dawn is een nummer van de Amerikaanse rockzanger Lenny Kravitz uit 2008. Het is de vierde en laatste single van zijn achtste studioalbum It Is Time for a Love Revolution.
"Dancin' Til Dawn" werd enkel in Nederland en België een klein hitje. Het bereikte de 4e positie in de Nederlandse Tipparade, terwijl het in de Vlaamse Tipparade twee plekken hoger kwam.